# جاستین دنتمون
جاستین دنتمون (انگلیسی: Justin Dentmon؛ زادهٔ ۵ سپتامبر ۱۹۸۵) بازیکن بسکتبال اهل ایالات متحده آمریکا است.

## حرفه
از باشگاه‌هایی که در آن بازی کرده‌است می‌توان به دالاس ماوریکس، المپیا میلان، تورنتو رپترز، سن آنتونیو اسپرز، و آستین توروس اشاره کرد.

## جوایز
وی در مسابقات کشوری و بین‌المللی در مجموع برندهٔ ۱ مدال برنز شده‌است.